# 2MASS J06050196−2342270
| 2MASS J06050196−2342270                                 | 2MASS J06050196−2342270 |
| ------------------------------------------------------- | ----------------------- |
| Beobachtungsdaten Äquinoktium: J2000.0, Epoche: J2000.0 |                         |
| Sternbild                                               | Lepus                   |
| Rektaszension                                           | 06h 05m 02,0s           |
| Deklination                                             | −23° 42′ 27″            |
| Helligkeit (J-Band)                                     | 14,5 mag                |
| Spektralklasse                                          | ca. L0                  |
| Astrometrie                                             |                         |
| Eigenbewegung:                                          |                         |
| in Rektaszension                                        | (−66 ± 16) mas/a        |
| in Deklination                                          | (+118 ± 18) mas/a       |
| Katalogeinträge                                         |                         |
| 2MASSI J0605019−234226 • 2MUCD 10499                    |                         |

2MASS J06050196−2342270 ist ein L-Zwerg im Sternbild Lepus (Hase).
Die Spektralklasse liegt ungefähr bei L0, könnte aber auch um ein bis zwei Subtypen davon abweichen. Cruz et al. schätzten in einer 2007 veröffentlichten Untersuchung aufgrund der grob bestimmten Spektralklasse und der entsprechenden absoluten Helligkeit, dass die Entfernung in der Größenordnung von knapp 40 Parsec liegt.